# Campeonato Paraguayo de Fútbol Femenino 2019
El Campeonato Paraguayo de Fútbol Femenino 2019 fue el vigésimo campeonato oficial de Primera División de la rama femenina de la Asociación Paraguaya de Fútbol (APF).
El equipo campeón clasificó a la Copa Libertadores Femenina 2020.

## Sistema de competición
Se juegan dos torneos al año (Torneo Apertura y Torneo Clausura). Cada torneo consta de una rueda (el Apertura tuvo 15 fechas y el Clausura 13) para la etapa de clasificación, de la que accederán a la fase semifinal los primeros cuatro equipos mejor posicionados, para las llaves de semifinales se enfrentarán el 1º vs 4º y el 2º vs 3º en partidos de ida y vuelta, los ganadores pasan a la final que se jugará a un solo partido en cancha neutral.
Al final del año, juegan para definir al campeón absoluto de la temporada, los campeones de cada torneo (Apertura y Clausura), en partidos ida y vuelta. Si un mismo club gana ambos torneos, se consagra automáticamente campeón absoluto de la temporada.

## Equipos
| Equipo                        | Ciudad              | Departamento              | Estadio                                     |
| ----------------------------- | ------------------- | ------------------------- | ------------------------------------------- |
| Sportivo Luqueño              | Luque               | Central                   | Cancha Villa Elena                          |
| UAA                           | Asunción            | Distrito Capital          | Campus de Lambaré                           |
| / Libertad/Sportivo Limpeño   | Asunción/Limpio     | Distrito Capital/Central  | Cancha Optaciano Gómez                      |
| Olimpia                       | Asunción            | Distrito Capital          | Parque Guasu                                |
| Deportivo Capiatá             | Capiatá             | Central                   | Cancha Erico Galeano                        |
| Cerro Porteño                 | Asunción            | Distrito Capital          | Cancha Adriano Irala                        |
| /San Lorenzo/12 de Octubre    | San Lorenzo/Itauguá | Central                   | Gunther Vogel/Sede Social del 12 de Octubre |
| /Nacional/Humaitá             | Asunción/Humaitá    | Distrito Capital/Ñeembucú | Arsenio Erico/Pioneros de Corumba Kue       |
| Independiente de Campo Grande | Asunción            | Distrito Capital          | Cancha Ricardo Gregor                       |
| Guaraní                       | Asunción            | Distrito Capital          |                                             |
| Deportivo Santaní             | San Estanislao      | San Pedro                 | Juan José Vázquez                           |
| Sol de América                | Villa Elisa         | Central                   | Luis Alfonso Giagni                         |
| General Caballero CG          | Luque               | Central                   | 26 de febrero                               |
| River Plate                   | Asunción            | Distrito Capital          | River Plate                                 |
| General Díaz                  | Luque               | Central                   | General Adrián Jara                         |

## Apertura
| Pos | Equipo                    | J  | G  | E | P  | GF  | GC  | Dif  | Pts | Calificación |
| --- | ------------------------- | -- | -- | - | -- | --- | --- | ---- | --- | ------------ |
| 01. | Libertad/Limpeño          | 14 | 13 | 1 | 0  | 116 | 3   | 113  | 40  | Semifinales  |
| 02. | Sol de América            | 14 | 11 | 2 | 1  | 89  | 13  | 76   | 35  | Semifinales  |
| 03. | Deportivo Capiatá         | 14 | 11 | 0 | 3  | 95  | 12  | 83   | 33  | Semifinales  |
| 04. | Cerro Porteño             | 14 | 10 | 1 | 3  | 109 | 13  | 106  | 31  | Semifinales  |
| 05. | Olimpia                   | 14 | 10 | 0 | 4  | 49  | 18  | 31   | 30  |              |
| 06. | Guaraní                   | 14 | 8  | 3 | 3  | 43  | 35  | 8    | 27  |              |
| 07. | San Lorenzo/12 de Octubre | 14 | 6  | 2 | 6  | 47  | 31  | 16   | 20  |              |
| 08. | Nacional/Humaitá          | 14 | 5  | 2 | 7  | 35  | 36  | -1   | 17  |              |
| 09. | Deportivo Santaní         | 14 | 7  | 2 | 5  | 36  | 47  | -17  | 20  |              |
| 10. | General Caballero CG      | 14 | 5  | 1 | 8  | 29  | 57  | -28  | 16  |              |
| 11. | General Díaz              | 14 | 4  | 3 | 7  | 44  | 46  | -2   | 15  |              |
| 12. | Independiente (CG)        | 14 | 3  | 0 | 11 | 21  | 85  | -64  | 9   |              |
| 13. | Sportivo Luqueño          | 14 | 2  | 0 | 12 | 9   | 69  | -60  | 6   |              |
| 14. | River Plate               | 14 | 1  | 0 | 13 | 8   | 126 | -118 | 3   |              |
| 15. | UAA                       | 14 | 0  | 1 | 13 | 5   | 154 | -149 | 1   |              |

PJ = Partidos jugados; G = Partidos ganados; E = Partidos empatados; P = Partidos perdidos; GF = Goles anotados; GC = Goles recibidos; Dif = Diferencia de goles; Pts = Puntos.

(A) = Avanza a siguiente fase

### Resultados
| Cerro Porteño        | 9 - 0  | Nacional/Humaitá          | Parque Azulgrana    | 30 de marzo | 15:15 |
| UAA                  | 0 - 3  | Deportivo Santaní         | Campus UAA          | 30 de marzo | 15:15 |
| Libertad/Limpeño     | 13 - 0 | Guaraní                   | Arsenio Erico       | 30 de marzo | 16:15 |
| Olimpia              | 3 - 0  | General Díaz              | Adrián Jara         | 30 de marzo | 16:15 |
| Sol de América       | 2 - 0  | San Lorenzo/12 de Octubre | Luis Alfonso Giagni | 30 de marzo | 16:15 |
| Deportivo Capiatá    | 3 - 0  | Luqueño                   | Parque Guasu        | 31 de marzo | 10:15 |
| General Caballero CG | 7 - 1  | Independiente             | Parque Guasu        | 31 de marzo | 15:15 |

| General Díaz              | 1 - 10 | Deportivo Capiatá    | Comité Olímpico Paraguayo | 5 de abril | 16:00 |
| San Lorenzo/12 de Octubre | 0 - 2  | Libertad/Limpeño     | 12 de Octubre             | 6 de abril | 15:00 |
| Nacional/Humaitá          | 0 - 1  | Olimpia              | Humaitá (MRA)             | 6 de abril | 15:00 |
| Independiente             | 10 - 0 | River Plate          | Ricardo Gregor            | 7 de abril | 10:00 |
| Guaraní                   | 15 - 0 | UAA                  | Parque Guasu              | 7 de abril | 10:00 |
| Deportivo Santaní         | 0 - 13 | Cerro Porteño        | Parque Guasu              | 7 de abril | 10:00 |
| Luqueño                   | 0 - 5  | General Caballero CG | Parque Guasu              | 7 de abril | 15:00 |

| River Plate          | 1 - 3  | Luqueño                   | Jardines del Kelito  | 10 de abril | 15:00 |
| General Caballero CG | 5 - 1  | General Díaz              | 26 de febrero        | 10 de abril | 15:00 |
| Deportivo Capiatá    | 1 - 2  | Nacional/Humaitá          | Aux. de Capiatá      | 10 de abril | 15:00 |
| Olimpia              | 1 - 0  | Deportivo Santaní         | General Caballero ZC | 10 de abril | 15:00 |
| UAA                  | 0 - 16 | San Lorenzo/12 de Octubre | Campus UAA           | 10 de abril | 15:00 |
| Libertad/Limpeño     | 2 - 2  | Sol de América            | Dr. Nicolás Leoz     | 10 de abril | 18:00 |
| Cerro Porteño        | 6 - 1  | Guaraní                   | Parque Azulgrana     | 11 de abril | 15:00 |

| Nacional/Humaitá          | 0 - 2  | General Caballero CG | Pioneros de Corumba Cué | 13 de abril | 10:00 |
| Luqueño                   | 0 - 1  | Independiente        | 26 de febrero           | 13 de abril | 10:00 |
| Guaraní                   | 3 - 2  | Olimpia              | Parque Guasu            | 14 de abril | 10:00 |
| General Díaz              | 11 - 0 | River Plate          | Parque Guasu            | 14 de abril | 10:00 |
| San Lorenzo/12 de Octubre | 0 - 8  | Cerro Porteño        | Parque Guasu            | 14 de abril | 15:00 |
| Deportivo Santaní         | 0 - 6  | Deportivo Capiatá    | Parque Guasu            | 14 de abril | 15:00 |
| Sol de América            | 17 - 0 | UAA                  | Aux. de Sol de América  | 14 de abril | 16:15 |

| Cerro Porteño        | 1 - 2  | Sol de América            | Parque azulgrana          | 17 de abril | 15:00 |
| UAA                  | 0 - 19 | Libertad/Limpeño          | Campus UAA                | 17 de abril | 15:00 |
| Olimpia              | 2 - 1  | San Lorenzo/12 de Octubre | General Caballero ZC      | 17 de abril | 15:00 |
| Deportivo Capiatá    | 6 - 2  | Guaraní                   | Complejo Auriazul         | 17 de abril | 15:00 |
| River Plate          | 0 - 7  | Nacional/Humaitá          | Jardines del Kelito       | 17 de abril | 15:00 |
| Independiente        | 1 - 4  | General Díaz              | Comité Olímpico Paraguayo | 17 de abril | 15:00 |
| General Caballero CG | 3 - 5  | Deportivo Santaní         | 26 de febrero             | 1 de mayo   | 15:00 |

| San Lorenzo/12 de octubre | 0 - 6 | Deportivo Capiatá    | 12 de Octubre             | 20 de abril | 15:00 |
| Nacional/Humaitá          | 2 - 0 | Independiente        | Pioneros de Corumba Cué   | 20 de abril | 15:00 |
| Sol de América            | 2 - 0 | Olimpia              | Aux. Sol de América       | 24 de abril | 15:00 |
| General Díaz              | 6 - 0 | Luqueño              | Comité Olímpico Paraguayo | 24 de abril | 15:00 |
| Libertad/Limpeño          | 1 - 0 | Cerro Porteño        | Optaciano Gómez           | 24 de abril | 15:00 |
| Guaraní                   | 2 - 1 | General Caballero CG | Rogelio Livieres          | 24 de abril | 15:00 |
| Deportivo Santaní         | 4 - 1 | River Plate          | Comité Olímpico           | 25 de abril | 15:00 |

| Olimpia              | 1 - 5  | Libertad/Limpeño          | Hugo Bogado      | 28 de abril | 10:00 |
| Deportivo Capiatá    | 3 - 1  | Sol de América            | Parque Guasu     | 28 de abril | 10:00 |
| River Plate          | 0 - 6  | Guaraní                   | Parque Guasu     | 28 de abril | 10:00 |
| Luqueño              | 0 - 6  | Nacional/Humaitá          | Parque Guasu     | 28 de abril | 15:00 |
| Independiente        | 1 - 6  | Deportivo Santaní         | Parque Guasu     | 28 de abril | 15:00 |
| General Caballero CG | 0 - 1  | San Lorenzo/12 de Octubre | 26 de febrero    | 28 de abril | 15:00 |
| Cerro Porteño        | 28 - 0 | UAA                       | Parque Azulgrana | 30 de abril | 15:00 |

| UAA                       | 0 - 2  | Olimpia              | Campus UAA              | 4 de mayo | 15:00 |
| San Lorenzo/12 de Octubre | 7 - 1  | River Plate          | 12 de Octubre           | 4 de mayo | 15:00 |
| Nacional/Humaitá          | 1 - 1  | General Díaz         | Pioneros de Corumba Cue | 5 de mayo | 10:00 |
| Libertad/Limpeño          | 4 - 0  | Deportivo Capiatá    | Parque Guasu            | 5 de mayo | 10:00 |
| Guaraní                   | 2 - 1  | Independiente        | Parque Guasu            | 5 de mayo | 10:00 |
| Sol de América            | 16 - 1 | General Caballero CG | Parque Guasu            | 5 de mayo | 15:00 |
| Deportivo Santaní         | 4 - 1  | Luqueño              | Parque Guasu            | 5 de mayo | 15:00 |

| Olimpia              | 3 - 4  | Cerro Porteño             | General Caballero ZC      | 8 de mayo | 15:00 |
| General Caballero CG | 0 - 6  | Libertad/Limpeño          | 26 de febrero             | 8 de mayo | 15:00 |
| Deportivo Capiatá    | 21 - 0 | UAA                       | Complejo Auriazul         | 8 de mayo | 15:00 |
| General Díaz         | 0 - 2  | Deportivo Santaní         | Comité Olímpico Paraguayo | 8 de mayo | 15:00 |
| Independiente        | 2 - 10 | San Lorenzo/12 de Octubre | Ricardo Gregor            | 8 de mayo | 15:00 |
| River Plate          | 0 - 17 | Sol de América            | Jardines del Kelito       | 8 de mayo | 15:00 |
| Luqueño              | 0 - 2  | Guaraní                   | 26 de febrero             | 9 de mayo | 15:00 |

| Cerro Porteño             | 0 - 4  | Deportivo Capiatá    | Parque Azulgrana       | 11 de mayo | 15:00 |
| Libertad/Limpeño          | 18 - 0 | River Plate          | Optaciano Gómez        | 12 de mayo | 10:00 |
| Guaraní                   | 2 - 2  | General Díaz         | Parque Guasu           | 12 de mayo | 10:00 |
| Deportivo Santaní         | 5 - 2  | Nacional/Humaitá     | Parque Guasu           | 12 de mayo | 15:00 |
| Sol de América            | 6 - 0  | Independiente        | Aux. de Sol de AMérica | 12 de mayo | 15:00 |
| San Lorenzo/12 de Octubre | 4 - 0  | Luqueño              | 12 de octubre          | 12 de mayo | 15:00 |
| UAA                       | 0 - 0  | General Caballero CG | Campus UAA             | 7 de junio | 15:00 |

| General Díaz         | 0 - 11 | Libertad/Limpeño          | Adrián Jara             | 18 de mayo | 15:00 |
| Luqueño              | 3 - 0  | UAA                       | 26 de febrero           | 18 de mayo | 15:00 |
| Nacional/Humaitá     | 2 - 3  | Sol de América            | Pioneros de Corumba Cué | 19 de mayo | 10:00 |
| Independiente        | 0 - 15 | Cerro Porteño             | Ricardo Gregor          | 19 de mayo | 10:00 |
| River Plate          | 0 - 10 | Olimpia                   | Parque Guasu            | 19 de mayo | 10:00 |
| General Caballero CG | 0 - 13 | Deportivo Capiatá         | Parque Guasu            | 19 de mayo | 10:00 |
| Deportivo Santaní    | 2 - 2  | San Lorenzo/12 de Octubre | Parque Guasu            | 19 de mayo | 15:00 |

| Libertad/Limpeño          | 6 - 0  | Nacional/Humaitá  | Optaciano Gómez        | 22 de mayo | 15:00 |
| Deportivo Capiatá         | 11 - 0 | River Plate       | Complejo Auriazul      | 22 de mayo | 15:00 |
| Cerro Porteño             | 12 - 1 | Luqueño           | Parque Azulgrana       | 22 de mayo | 15:00 |
| UAA                       | 0 - 15 | General Díaz      | Campus UAA             | 22 de mayo | 15:00 |
| Olimpia                   | 13 - 0 | Independiente     | Hugo Bogado Vaceque    | 23 de mayo | 15:00 |
| Sol de América            | 7 - 3  | Deportivo Santaní | Aux. de Sol de AMérica | 23 de mayo | 15:00 |
| San Lorenzo/12 de Octubre | 1 - 2  | Guaraní           | 12 de octubre          | 23 de mayo | 15:00 |

| Nacional/Humaitá  | 9 - 1  | UAA                  | Pioneros de Corumba Cué   | 25 de mayo | 15:00 |
| General Díaz      | 1 - 1  | Cerro Porteño        | Comité Olímpico Paraguayo | 25 de mayo | 15:00 |
| River Plate       | 3 - 4  | General Caballero CG | Jardín del Kelito         | 26 de mayo | 10:00 |
| Guaraní           | 0 - 0  | Sol de América       | Parque Guasu              | 26 de mayo | 10:00 |
| Deportivo Santaní | 0 - 8  | Libertad/Limpeño     | Parque Guasu              | 26 de mayo | 15:00 |
| Luqueño           | 1 - 5  | Olimpia              | Parque Guasu              | 26 de mayo | 15:00 |
| Independiente     | 0 - 10 | Deportivo Capiatá    | Parque Guasu              | 26 de mayo | 15:00 |

| Olimpia                   | 4 - 1  | General Caballero CG | Hugo Bogado Vaceque       | 29 de mayo | 15:00 |
| Cerro Porteño             | 17 - 0 | River Plate          | Parque Azulgrana          | 29 de mayo | 15:00 |
| UAA                       | 3 - 4  | Independiente        | Campus UAA                | 29 de mayo | 15:00 |
| Libertad/Limpeño          | 14 - 0 | Luqueño              | Optaciano Gómez           | 29 de mayo | 15:00 |
| Sol de América            | 8 - 1  | General Díaz         | Aux. de Sol de América    | 29 de mayo | 15:00 |
| San Lorenzo/12 de Octubre | 3 - 3  | Nacional/Humaitá     | 12 de Octubre             | 30 de mayo | 15:00 |
| Guaraní                   | 2 - 2  | Deportivo Santaní    | Comité Olímpico Paraguayo | 30 de mayo | 15:00 |

| River Plate          | 2 - 1 | UAA                       | Parque Guasu            | 2 de junio | 10:00 |
| General Díaz         | 1 - 2 | San Lorenzo/12 de Octubre | Parque Guasu            | 2 de junio | 10:00 |
| Luqueño              | 0 - 6 | Sol de América            | Parque Guasu            | 2 de junio | 15:00 |
| Nacional/Humaitá     | 1 - 4 | Guaraní                   | Pioneros de Corumba Cué | 2 de junio | 15:00 |
| Independiente        | 0 - 7 | Libertad/Limpeño          | Ricardo Gregor          | 2 de junio | 15:00 |
| General Caballero CG | 0 - 5 | Cerro Porteño             | 26 de febrero           | 2 de junio | 15:00 |
| Deportivo Capiatá    | 1 - 2 | Olimpia                   | Complejo Auriazul       | 2 de junio | 15:00 |

### Fase final del Apertura
Para la etapa semifinal clasificaron los cuatro primeros ubicados en la tabla de posiciones. En las llaves, el equipo ubicado en la parte inferior de cada serie actúa de local en el segundo partido.
|  | Semifinales        | Semifinales        | Semifinales       | Semifinales       | Semifinales |   |                    | Final              | Final | Final | Final | Final |  |
|  |                    |                    |                   |                   |             |   |                    |                    |       |       |       |       |  |
|  |                    |                    |                   |                   |             |   |                    |                    |       |       |       |       |  |
|  | Cerro Porteño      | Cerro Porteño      | 0                 | 0                 | 0           |   |                    |                    |       |       |       |       |  |
|  | Cerro Porteño      | Cerro Porteño      | 0                 | 0                 | 0           |   |                    |                    |       |       |       |       |  |
|  | / Libertad/Limpeño | / Libertad/Limpeño | 1                 | 0                 | 1           |   |                    |                    |       |       |       |       |  |
|  | / Libertad/Limpeño | / Libertad/Limpeño | 1                 | 0                 | 1           |   | / Libertad/Limpeño | / Libertad/Limpeño | 3     | 0     | 3     |       |  |
|  |                    |                    |                   |                   |             |   | / Libertad/Limpeño | / Libertad/Limpeño | 3     | 0     | 3     |       |  |
|  |                    |                    | Deportivo Capiatá | Deportivo Capiatá | 0           | 1 | 1                  |                    |       |       |       |       |  |
|  | Deportivo Capiatá  | Deportivo Capiatá  | Deportivo Capiatá | Deportivo Capiatá | 0           | 1 | 1                  | 0                  | 1     | 1     |       |       |  |
|  | Deportivo Capiatá  | Deportivo Capiatá  |                   |                   |             |   |                    | 0                  | 1     | 1     |       |       |  |
|  | Sol de América     | Sol de América     | 0                 | 0                 | 0           |   |                    |                    |       |       |       |       |  |
|  | Sol de América     | Sol de América     | 0                 | 0                 | 0           |   |                    |                    |       |       |       |       |  |
|  |                    |                    |                   |                   |             |   |                    |                    |       |       |       |       |  |

## Clausura
| Pos | Equipo                    | J  | G  | E | P  | GF  | GC  | Dif  | Pts | Calificación |
| --- | ------------------------- | -- | -- | - | -- | --- | --- | ---- | --- | ------------ |
| 01. | Libertad/Limpeño          | 13 | 13 | 0 | 0  | 102 | 5   | 97   | 39  | Semifinales  |
| 02. | Sol de América            | 13 | 12 | 0 | 1  | 71  | 11  | 60   | 36  | Semifinales  |
| 03. | Cerro Porteño             | 13 | 11 | 0 | 2  | 80  | 13  | 67   | 33  | Semifinales  |
| 04. | Deportivo Capiatá         | 13 | 10 | 0 | 3  | 82  | 12  | 70   | 30  | Semifinales  |
| 05. | Olimpia                   | 13 | 9  | 0 | 4  | 54  | 18  | 36   | 27  |              |
| 06. | Guaraní                   | 13 | 7  | 1 | 5  | 39  | 35  | 4    | 22  |              |
| 07. | Nacional/Humaitá          | 13 | 6  | 1 | 6  | 22  | 29  | -7   | 19  |              |
| 08. | General Díaz              | 13 | 4  | 2 | 7  | 27  | 35  | -8   | 14  |              |
| 09. | Deportivo Santaní         | 13 | 4  | 2 | 7  | 24  | 34  | -10  | 14  |              |
| 10. | San Lorenzo/12 de Octubre | 13 | 3  | 2 | 8  | 23  | 33  | -10  | 11  |              |
| 11. | Sportivo Luqueño          | 13 | 3  | 1 | 9  | 11  | 83  | -72  | 10  |              |
| 12. | Independiente (CG)        | 13 | 1  | 3 | 9  | 8   | 75  | -67  | 6   |              |
| 13. | General Caballero CG      | 13 | 1  | 1 | 11 | 7   | 64  | -57  | 4   |              |
| 14. | River Plate               | 13 | 0  | 1 | 12 | 5   | 109 | -104 | 1   |              |

PJ = Partidos jugados; G = Partidos ganados; E = Partidos empatados; P = Partidos perdidos; GF = Goles anotados; GC = Goles recibidos; Dif = Diferencia de goles; Pts = Puntos.

(A) = Avanza a siguiente fase

### Resultados
| Deportivo Capiatá         | 10 - 1 | Deportivo Santaní | Complejo Auriazul   | 17 de agosto | 15:00 |
| General Caballero CG      | 2 - 3  | Luqueño           | 26 de febrero       | 18 de agosto | 10:00 |
| Sol de América            | 5 - 1  | Nacional/Humaitá  | Aux. Sol de América | 18 de agosto | 10:00 |
| San Lorenzo/12 de Octubre | 2 - 0  | General Díaz      | 12 de Octubre       | 18 de agosto | 10:00 |
| Guaraní                   | 0 - 7  | Libertad/Limpeño  | Parque Guasu        | 18 de agosto | 10:00 |
| River Plate               | 3 - 3  | Independiente     | Parque Guasu        | 18 de agosto | 15:00 |
| Cerro Porteño             | 4 - 3  | Olimpia           | Arsenio Erico       | 18 de agosto | 15:00 |

| Independiente     | 0 - 1  | Luqueño                   | 26 de febrero       | 24 de agosto | 15:00 |
| General Díaz      | 1 - 2  | Nacional/Humaitá          | Parque Guasu        | 25 de agosto | 10:00 |
| River Palte       | 0 - 12 | Deportivo Capiatá         | Parque Guasu        | 25 de agosto | 10:00 |
| Libertad/Limpeño  | 14 - 0 | General Caballero CG      | Optaciano Gómez     | 25 de agosto | 10:00 |
| Deportivo Santaní | 1 - 4  | Olimpia                   | Optaciano Gómez     | 25 de agosto | 15:00 |
| Guaraní           | 2 - 1  | San Lorenzo/12 de Octubre | Parque Guasu        | 25 de agosto | 15:00 |
| Sol de América    | 2 - 1  | Cerro Porteño             | Luis Alfonso Giagni | 25 de agosto | 15:30 |

| Cerro Porteño     | 8 - 1  | General Díaz              | Félix Cabrera       | 31 de agosto    | 15:00 |
| Libertad/Limpeño  | 6 - 0  | San Lorenzo/12 de Octubre | Dr. Nicolás Leoz    | 31 de agosto    | 15:00 |
| Olimpia           | 9 - 0  | River Plate               | Hugo Bogado Vaceque | 1 de septiembre | 10:00 |
| Independiente     | 2 - 1  | General Caballero CG      | Parque Guasú        | 1 de septiembre | 10:00 |
| Luqueño           | 0 - 16 | Deportivo Capiatá         | Parque Guasú        | 1 de septiembre | 10:00 |
| Deportivo Santaní | 0 - 2  | Sol de América            | Parque Guasú        | 1 de septiembre | 15:00 |
| Guaraní           | 3 - 1  | Nacional/Humaitá          | Parque Guasú        | 1 de septiembre | 15:00 |

| San Lorenzo/12 de Octubre | 1 - 1  | General Caballero CG | 12 de Octubre             | 4 de septiembre | 15:00 |
| Guaraní                   | 0 - 4  | Cerro Porteño        | Comité Olímpico Paraguayo | 4 de septiembre | 15:00 |
| Deportivo Capiatá         | 11 - 0 | Independiente CG     | Complejo Auriazul         | 4 de septiembre | 15:00 |
| Sol de América            | 8 - 0  | River Plate          | Luis Alfonso Giagni       | 4 de septiembre | 16:00 |
| Nacional/Humaitá          | 0 - 3  | Libertad/Limpeño     | Pioneros de Corumba Cué   | 5 de septiembre | 15:00 |
| Deportivo Santaní         | 2 - 2  | General Díaz         | Comité Olímpico Paraguayo | 5 de septiembre | 15:00 |
| Olimpia                   | 3 - 1  | Luqueño              | Hugo Bogado Vaceque       | 5 de septiembre | 15:00 |

| Deportivo Capiatá | 10 - 0 | General Caballero CG      | Complejo Auriazul       | 7 de septiembre | 15:00 |
| Independiente     | 0 - 9  | Olimpia                   | Parque Guasú            | 8 de septiembre | 10:00 |
| River Plate       | 0 - 6  | General Díaz              | Parque Guasú            | 8 de septiembre | 10:00 |
| Sol de América    | 13 - 0 | Luqueño                   | Aux. de Sol de América  | 8 de septiembre | 10:30 |
| Deportivo Santaní | 2 - 3  | Guaraní                   | Parque Guasú            | 8 de septiembre | 15:00 |
| Cerro Porteño     | 3 - 4  | Libetad/Limpeño           | Parque Azulgrana        | 8 de septiembre | 15:00 |
| Nacional/Humaitá  | 2 - 1  | San Lorenzo/12 de Octubre | Pioneros de Corumba Cué | 8 de septiembre | 15:00 |

| Cerro Porteño        | 7 - 0  | San Lorenzo/12 de Octubre | Parque Azulgrana | 28 de septiembre | 15:00 |
| Libertad/Limpeño     | 4 - 0  | Deportivo Santaní         | Optaciano Gómez  | 28 de septiembre | 15:00 |
| General Caballero CG | 0 - 1  | Nacional/Humaitá          | 26 de febrero    | 29 de septiembre | 10:00 |
| Independiente        | 0 - 18 | Sol de América            | Parque Guasú     | 29 de septiembre | 10:00 |
| Guaraní              | 8 - 1  | River Plate               | Parque Guasú     | 29 de septiembre | 15:00 |
| Luqueño              | 0 - 7  | General Díaz              | Parque Guasú     | 29 de septiembre | 15:00 |
| Olimpia              | 2 - 4  | Deportivo Capiatá         | Parque Guasú     | 20 de octubre    | 9:00  |

| General Caballero CG      | 0 - 6  | Olimpia           | 26 de febrero           | 3 de noviembre | 9:00  |
| General Díaz              | 3 - 0  | Independiente     | Adrián Jara             | 3 de noviembre | 9:00  |
| Guaraní                   | 7 - 0  | Luqueño           | Parque Guasú            | 3 de noviembre | 9:00  |
| River Plate               | 0 - 19 | Libertad/Limpeño  | Parque Guasú            | 3 de noviembre | 9:00  |
| San Lorenzo/12 de Octubre | 0 - 3  | Deportivo Santaní | 12 de octubre           | 3 de noviembre | 9:00  |
| Nacional/Humaitá          | 1 - 4  | Cerro Porteño     | Pioneros de Corumba Cué | 3 de noviembre | 9:00  |
| Sol de América            | 3 - 2  | Deportivo Capiatá | Aux. de Sol de América  | 3 de noviembre | 18:20 |

| Cerro Porteño     | 14 - 0 | General Caballero CG      | Félix Cabrera           | 10 de noviembre | 9:00 |
| Deportivo Capiatá | 4 - 0  | General Díaz              | Complejo Auriazul       | 10 de noviembre | 9:00 |
| Independiente     | 1 - 5  | Guaraní                   | Ricardo Gregor          | 10 de noviembre | 9:00 |
| Luqueño           | 0 - 19 | Libertad/Limpeño          | Parque Guasú            | 10 de noviembre | 9:00 |
| River Plate       | 0 - 10 | San Lorenzo/12 de Octubre | Parque Guasú            | 10 de noviembre | 9:00 |
| Nacional/Humaitá  | 4 - 2  | Deportivo Santaní         | Pioneros de Corumba Cué | 10 de noviembre | 9:00 |
| Olimpia           | 1 - 2  | Sol de América            | Rafael Giménez          | 10 de noviembre | 9:00 |

| Nacional/Humaitá     | 4 - 1  | River Plate               | Pioneros de Corumba Cué | 14 de noviembre | 17:00 |
| Guaraní              | 2 - 3  | Deportivo Capiatá         | Roque Battilana         | 14 de noviembre | 17:00 |
| General Díaz         | 0 - 6  | Olimpia                   | Parque Guasú            | 14 de noviembre | 17:00 |
| Cerro Porteño        | 3 - 1  | Deportivo Santaní         | Martín Torres           | 14 de noviembre | 19:00 |
| Luqueño              | 0 - 6  | San Lorenzo/12 de Octubre | Parque Guasú            | 15 de noviembre | 17:00 |
| Libertad/Limpeño     | 13 - 0 | Independiente             | Martín Torres           | 15 de noviembre | 19:00 |
| General Caballero CG | 0 - 3  | Sol de América            | 26 de febrero           | 15 de noviembre | 19:00 |

| Deportivo Santaní         | 2 - 1  | General Caballero CG | Parque Guasú            | 17 de noviembre | 9:00 |
| River Plate               | 0 - 18 | Cerro Porteño        | Parque Guasú            | 17 de noviembre | 9:00 |
| General Díaz              | 1 - 4  | Sol de América       | Parque Guasú            | 17 de noviembre | 9:00 |
| Nacional/Humaitá          | 1 - 1  | Luqueño              | Pioneros de Corumba Cué | 17 de noviembre | 9:00 |
| San Lorenzo/12 de Octubre | 1 - 1  | Independiente        | 12 de Octubre           | 17 de noviembre | 9:00 |
| Deportivo Capiatá         | 0 - 1  | Libertad/Limpeño     | Complejo Auriazul       | 17 de noviembre | 9:00 |
| Olimpia                   | 5 - 0  | Guaraní              | Hugo Bogado Vaceque     | 17 de noviembre | 9:00 |

| Sol de América       | 6 - 0 | Guaraní                   | Aux. de Sol de América    | 20 de noviembre | 17:00 |
| Libertad/Limpeño     | 3 - 0 | Olimpia                   | Martín Torres             | 20 de noviembre | 17:00 |
| Deportivo Capiatá    | 5 - 0 | San Lorenzo/12 de Octubre | Erico Galeano             | 20 de noviembre | 17:00 |
| River Plate          | 0 - 6 | Deportivo Santaní         | River Plate               | 20 de noviembre | 17:00 |
| General Caballero CG | 0 - 2 | General Díaz              | 26 de febrero             | 21 de noviembre | 17:00 |
| Independiente        | 0 - 2 | Nacional/Humaitá          | Ricardo Gregor            | 21 de noviembre | 17:30 |
| Sportivo Luqueño     | 0 - 6 | Cerro Porteño             | Aux. del Sportivo Luqueño | 21 de noviembre | 19:00 |

| Sol de América            | 1 - 5 | Libertad/Limpeño  | Aux. de Sol de América  | 23 de noviembre | 19:00 |
| General Caballero CG      | 1 - 0 | River Plate       | 26 de febrero           | 24 de noviembre | 9:00  |
| Luqueño                   | 0 - 3 | Deportivo Santaní | Parque Guasú            | 24 de noviembre | 9:00  |
| Cerro Porteño             | 6 - 0 | Independiente     | Parque Azulgrana        | 24 de noviembre | 9:00  |
| Nacional/Humaitá          | 1 - 4 | Deportivo Capiatá | Pioneros de Corumba Cué | 24 de noviembre | 9:00  |
| San Lorenzo/12 de Octubre | 1 - 2 | Olimpia           | 12 de Octubre           | 24 de noviembre | 9:00  |
| General Díaz              | 3 - 3 | Guaraní           | Emiliano Ghezzi         | 24 de noviembre | 9:00  |

| Libertad/Limpeño          | 4 - 1 | General Díaz     | Optaciano Gómez           | 26 de noviembre | 17:00 |
| San Lorenzo/12 de Octubre | 0 - 4 | Sol de América   | Martín Torres             | 27 de noviembre | 17:00 |
| Deportivo Santaní         | 1 - 1 | Independiente    | Parque Guasú              | 27 de noviembre | 17:00 |
| Luqueño                   | 5 - 0 | River Plate      | Aux. del Sportivo Luqueño | 27 de noviembre | 17:00 |
| Deportivo Capiatá         | 1 - 2 | Cerro Porteño    | Erico Galeano             | 27 de noviembre | 19:00 |
| General Caballero CG      | 1 - 6 | Guaraní          | 26 de febrero             | 28 de noviembre | 17:00 |
| Olimpia                   | 4 - 2 | Nacional/Humaitá | Hugo Bogado Vaceque       | 28 de noviembre | 17:00 |

### Fase final del Clausura
Para la etapa semifinal clasificarán los cuatro primeros ubicados en la tabla de posiciones. En las llaves, el equipo ubicado en la parte inferior de cada serie actúa de local en el segundo partido.
|  | Semifinales        | Semifinales        | Semifinales        | Semifinales        | Semifinales |   |                | Final          | Final | Final | Final | Final |  |
|  |                    |                    |                    |                    |             |   |                |                |       |       |       |       |  |
|  |                    |                    |                    |                    |             |   |                |                |       |       |       |       |  |
|  | Cerro Porteño      | Cerro Porteño      | 1                  | 2                  | 3           |   |                |                |       |       |       |       |  |
|  | Cerro Porteño      | Cerro Porteño      | 1                  | 2                  | 3           |   |                |                |       |       |       |       |  |
|  | Sol de América     | Sol de América     | 4                  | 0                  | 4           |   |                |                |       |       |       |       |  |
|  | Sol de América     | Sol de América     | 4                  | 0                  | 4           |   | Sol de América | Sol de América | 0     | 0     | 0     |       |  |
|  |                    |                    |                    |                    |             |   | Sol de América | Sol de América | 0     | 0     | 0     |       |  |
|  |                    |                    | / Libertad/Limpeño | / Libertad/Limpeño | 1           | 2 | 3              |                |       |       |       |       |  |
|  | Deportivo Capiatá  | Deportivo Capiatá  | / Libertad/Limpeño | / Libertad/Limpeño | 1           | 2 | 3              | 0              | 1     | 1     |       |       |  |
|  | Deportivo Capiatá  | Deportivo Capiatá  |                    |                    |             |   |                | 0              | 1     | 1     |       |       |  |
|  | / Libertad/Limpeño | / Libertad/Limpeño | 5                  | 3                  | 8           |   |                |                |       |       |       |       |  |
|  | / Libertad/Limpeño | / Libertad/Limpeño | 5                  | 3                  | 8           |   |                |                |       |       |       |       |  |
|  |                    |                    |                    |                    |             |   |                |                |       |       |       |       |  |

## Vicecampeonato
Los vicecampeones del Apertura y Clausura, se enfrentaron en partido único para definir el vicecampeón absoluto de la temporada. 
|  | Final             |                   |   |  |
|  |                   |                   |   |  |
|  | Sol de América    | Sol de América    | 1 |  |
|  | Sol de América    | Sol de América    | 1 |  |
|  | Deportivo Capiatá | Deportivo Capiatá | 0 |  |
|  | Deportivo Capiatá | Deportivo Capiatá | 0 |  |